# Sportgemeinschaft Essen-Schönebeck 19/68 2021-2022
Questa voce raccoglie le informazioni riguardanti lo Sportgemeinschaft Essen-Schönebeck 19/68 nelle competizioni ufficiali della stagione 2021-2022.

## Divise e sponsor
Lo sponsor principale era Die Wohnkompanie, mentre lo sponsor tecnico, fornitore delle tenute, era Puma.
|  | Casa | Trasferta |

## Organigramma societario
Tratto dal sito societario:
Area tecnica
- Allenatore: Markus Högner
- Co allenatore: Kirsten Schlosser
- Preparatore dei portieri: Jörg Vesper
- Trainer: Petja Kaslack
- Speed-Trainer: Erskine Baker

## Rosa
Rosa, ruoli e numeri di maglia come da sito societario e sito Federcalcio tedesca, aggiornati al 4 agosto 2021.
| N. |                     | Ruolo | Calciatrice       |
| -- | ------------------- | ----- | ----------------- |
| 1  | Germania (bandiera) | P     | Stina Johannes    |
| 2  | Germania (bandiera) | D     | Selina Ostermeier |
| 3  | Svizzera (bandiera) | D     | Ella Touon        |
| 4  | Germania (bandiera) | D     | Nina Räcke        |
| 5  | Germania (bandiera) | D     | Alida Dzaltur     |
| 6  | Germania (bandiera) | C     | Elisa Senß        |
| 7  | Germania (bandiera) | C     | Antonia Baaß      |
| 8  | Germania (bandiera) | C     | Lily Reimöller    |
| 9  | Germania (bandiera) | A     | Kirsten Nesse     |
| 10 | Francia (bandiera)  | C     | Estelle Laurier   |
| 11 | Germania (bandiera) | D     | Laureta Elmazi    |
| 12 | Germania (bandiera) | P     | Sophia Winkler    |
| 13 | Germania (bandiera) | A     | Maike Berentzen   |

| N. |                        | Ruolo | Calciatrice        |
| -- | ---------------------- | ----- | ------------------ |
| 15 | Germania (bandiera)    | D     | Laura Pucks        |
| 16 | Germania (bandiera)    | D     | Jacqueline Klasen  |
| 18 | Germania (bandiera)    | D     | Lena Ostermeier    |
| 19 | Germania (bandiera)    | A     | Beke Sterner       |
| 20 | Germania (bandiera)    | P     | Kim Sindermann     |
| 21 | Paesi Bassi (bandiera) | C     | Jill Baijings      |
| 22 | Germania (bandiera)    | C     | Felicitas Kockmann |
| 23 | Germania (bandiera)    | D     | Julia Debitzki     |
| 25 | Germania (bandiera)    | C     | Vivien Endemann    |
| 27 | Germania (bandiera)    | C     | Katharina Piljić   |
| 28 | Germania (bandiera)    | P     | Lisa Klostermann   |
| 29 | Germania (bandiera)    | C     | Miriam Hils        |
| 30 | Germania (bandiera)    | A     | Carlotta Wamser    |

## Calciomercato

### Sessione estiva
| Acquisti | Acquisti           | Acquisti                          | Acquisti   |
| R.       | Nome               | da                                | Modalità   |
| -------- | ------------------ | --------------------------------- | ---------- |
| D        | Julia Debitzki     | MSV Duisburg                      | definitivo |
| D        | Miriam Hils        | SV Lippstadt 08 [Primavera B (F)] | definitivo |
| D        | Lily Reimöller     | Friburgo [Primavera B (F)]        | definitivo |
| C        | Maike Berentzen    | Meppen                            | definitivo |
| A        | Vivien Endemann    | Meppen                            | definitivo |
| A        | Felicitas Kockmann | DJK SF Lowick [Primavera B]       | definitivo |

| Cessioni | Cessioni        | Cessioni              | Cessioni                       |
| R.       | Nome            | a                     | Modalità                       |
| -------- | --------------- | --------------------- | ------------------------------ |
| D        | Irini Ioannidou | Colonia               | definitivo                     |
| C        | Barbara Brecht  | RB Lipsia             | definitivo                     |
| C        | Jana Feldkamp   | Hoffenheim            | definitivo                     |
| C        | Maria Lange     | RB Lipsia             | definitivo                     |
| C        | Estelle Laurier | SGS Essen II          | aggregata alla squadra riserve |
| C        | Sophia Thiemann | Meppen                | definitivo                     |
| C        | Manjou Wilde    | Colonia               | definitivo                     |
| A        | Nicole Anyomi   | Eintracht Francoforte | definitivo                     |
| A        | Eleni Markou    | Basilea               | definitivo                     |

### Sessione invernale
| Acquisti | Acquisti | Acquisti | Acquisti |
| R.       | Nome     | da       | Modalità |
| -------- | -------- | -------- | -------- |
|          |          |          |          |

| Cessioni | Cessioni       | Cessioni           | Cessioni   |
| R.       | Nome           | a                  | Modalità   |
| -------- | -------------- | ------------------ | ---------- |
| P        | Stina Johannes | INAC Kobe Leonessa | definitivo |

## Risultati

### Frauen-Bundesliga

#### Girone di andata
| Arbitro: | Arlt (Greven) |

|           |           |                     |
| Räcke 50’ | Marcatori | 51’ (rig.) Islacker |

| Arbitro: | Heidenreich (Bad Schwartau) |

|                |           |                          |
| Blagojević 39’ | Marcatori | 64’ Endemann 86’ Sterner |

| Essen 12 settembre 2021, ore 16:00 CEST 3ª giornata | SGS Essen           | 0 – 0 referto | Hoffenheim | Stadion Essen (613 spett.)\| Arbitro: \| Wildfeuer (Lubecca) \| |
| Arbitro:                                            | Wildfeuer (Lubecca) |               |            |                                                                 |

| Arbitro: | Schwermer (Rieder) |

|                             |           |                           |
| Weidauer 54’ Cerci 70’, 86’ | Marcatori | 6’ Baijings 56’ Berentzen |

| Arbitro: | Söder (Ingolstadt) |

|  |           |                                    |
|  | Marcatori | 41’ Freigang 79’ (aut.) Ostermeier |

| Arbitro: | Heidenreich (Bad Schwartau) |

|              |           |  |
| Hausicke 69’ | Marcatori |  |

| Arbitro: | Derlin (Bad Schwartau) |

|               |           |                         |
| Berentzen 14’ | Marcatori | 7’ Bühl 51’ Damnjanović |

| Arbitro: | Duske (Leverkusen) |

|                                        |           |                      |
| Berentzen 16’ Wamser 78’ Senß 86’, 89’ | Marcatori | 71’ (rig.) Georgieva |

| Arbitro: | Wildfeuer (Lubecca) |

|                                                      |           |              |
| Bremer 6’, 58’ Roord 42’ Blomqvist 71’ Waßmuth 90+2’ | Marcatori | 87’ Endemann |

| Arbitro: | Wildfeuer (Lubecca) |

|  |           |            |
|  | Marcatori | 13’ Fölmli |

| Arbitro: | Schwermer (Rieder) |

|  |           |                                          |
|  | Marcatori | 10’, 82’ Endemann 58’ Berentzen 65’ Senß |

#### Girone di ritorno
| Arbitro: | Michel (Gau-Odernheim) |

|                       |           |          |
| Beck 3’ Donhauser 35’ | Marcatori | 78’ Baaß |

| Arbitro: | Breier (Konz) |

|           |           |             |
| Touon 56’ | Marcatori | 18’ Nikolić |

| Arbitro: | Duske (Leverkusen) |

|                        |           |             |
| Feldkamp 5’ Linder 40’ | Marcatori | 67’ Laurier |

| Arbitro: | Derlin (Bad Schwartau) |

|  |           |                                                           |
|  | Marcatori | 5’ Orschmann 17’ K. Holmgaard 20’ Weidauer 29’, 53’ Cerci |

| Arbitro: | Heidenreich (Sereetz) |

|              |           |  |
| Freigang 50’ | Marcatori |  |

| Essen 20 marzo 2022, ore 13:00 CET 17ª giornata | SGS Essen              | 0 – 0 referto | Werder Brema | Stadion an der Hafenstraße (568 spett.)\| Arbitro: \| Hussein (Bad Harzburg) \| |
| Arbitro:                                        | Hussein (Bad Harzburg) |               |              |                                                                                 |

| Arbitro: | Rafalski (Baunatal) |

|                                      |           |  |
| Asseyi 7’ Kumagai 24’, 77’ Simon 40’ | Marcatori |  |

| Arbitro: | Söder (Ingolstadt) |

|             |           |              |
| Hoppius 49’ | Marcatori | 54’ Endemann |

| Arbitro: | Heimann (Gladbeck) |

|              |           |                                                            |
| Endemann 37’ | Marcatori | 17’ (rig.), 67’ Janssen 28’ Pajor 34’ Waßmuth 90+2’ Starke |

| Arbitro: | Duske (Leverkusen) |

|                                         |           |  |
| Steuerwald 5’ Fölmli 21’ Hoffmann 90+1’ | Marcatori |  |

| Arbitro: | Arlt (Greven) |

|                                          |           |  |
| Ostermeier 11’ Endemann 16’ Kockmann 27’ | Marcatori |  |

### DFB-Pokal der Frauen
| Arbitro: | Kost (Holzwickede) |

|  |           |            |
|  | Marcatori | 90+2’ Senß |

| Arbitro: | Heidenreich (Bad Schwartau) |

|  |           |               |
|  | Marcatori | 67’ Berentzen |

| Arbitro: | Westerhoff (Bochum) |

|              |           |                  |
| Endemann 12’ | Marcatori | 21’, 104’ Zeller |

## Statistiche

### Statistiche di squadra
| Competizione         | Punti | In casa | In casa | In casa | In casa | In casa | In casa | In trasferta | In trasferta | In trasferta | In trasferta | In trasferta | In trasferta | Totale | Totale | Totale | Totale | Totale | Totale | DR  |
| Competizione         | Punti | G       | V       | N       | P       | Gf      | Gs      | G            | V            | N            | P            | Gf           | Gs           | G      | V      | N      | P      | Gf     | Gs     | DR  |
| -------------------- | ----- | ------- | ------- | ------- | ------- | ------- | ------- | ------------ | ------------ | ------------ | ------------ | ------------ | ------------ | ------ | ------ | ------ | ------ | ------ | ------ | --- |
| Frauen-Bundesliga    | 17    | 11      | 2       | 4       | 5       | 11      | 18      | 11           | 2            | 1            | 8            | 12           | 23           | 22     | 4      | 5      | 13     | 23     | 41     | -18 |
| DFB-Pokal der Frauen | -     | 1       | 0       | 0       | 1       | 1       | 2       | 2            | 2            | 0            | 0            | 2            | 0            | 3      | 2      | 0      | 1      | 3      | 2      | +1  |
| Totale               | -     | 12      | 2       | 4       | 6       | 12      | 20      | 13           | 4            | 1            | 8            | 14           | 23           | 25     | 6      | 5      | 14     | 26     | 43     | -17 |

### Andamento in campionato
| Giornata  | 1 | 2 | 3 | 4 | 5 | 6 | 7 | 8 | 9 | 10 | 11 | 12 | 13 | 14 | 15 | 16 | 17 | 18 | 19 | 20 | 21 | 22 |
| --------- | - | - | - | - | - | - | - | - | - | -- | -- | -- | -- | -- | -- | -- | -- | -- | -- | -- | -- | -- |
| Luogo     | C | T | C | T | C | T | C | C | T | C  | T  | T  | C  | T  | C  | T  | C  | T  | T  | C  | T  | C  |
| Risultato | N | V | N | P | P | P | P | V | P | P  | V  | P  | N  | P  | P  | P  | N  | P  | N  | P  | P  | V  |
| Posizione | 6 | 5 | 6 | 7 | 7 | 7 | 9 | 7 | 8 | 9  | 9  | 9  | 9  | 9  | 9  | 9  | 9  | 10 | 10 | 10 | 10 | 10 |

Legenda:

Luogo: C = Casa; T = Trasferta. Risultato: V = Vittoria; N = Pareggio; P = Sconfitta.

### Statistiche delle giocatrici
| Giocatore      | Frauen-Bundesliga | Frauen-Bundesliga | Frauen-Bundesliga | Frauen-Bundesliga | DFB-Pokal der Frauen | DFB-Pokal der Frauen | DFB-Pokal der Frauen | DFB-Pokal der Frauen | Totale   | Totale | Totale      | Totale     |
| Giocatore      | Presenze          | Reti              | Ammonizioni       | Espulsioni        | Presenze             | Reti                 | Ammonizioni          | Espulsioni           | Presenze | Reti   | Ammonizioni | Espulsioni |
| -------------- | ----------------- | ----------------- | ----------------- | ----------------- | -------------------- | -------------------- | -------------------- | -------------------- | -------- | ------ | ----------- | ---------- |
| A. Baaß        | 20                | 1                 | 2                 | 0                 | 3                    | 0                    | 0                    | 0                    | 23       | 1      | 2           | 0          |
| J. Baijings    | 21                | 1                 | 1                 | 0                 | 3                    | 0                    | 0                    | 0                    | 24       | 1      | 1           | 0          |
| M. Berentzen   | 22                | 4                 | 1                 | 0                 | 3                    | 1                    | 0                    | 0                    | 25       | 5      | 1           | 0          |
| J. Debitzki    | 10                | 0                 | 1                 | 0                 | 3                    | 0                    | 0                    | 0                    | 13       | 0      | 1           | 0          |
| A. Dzaltur     | -                 | -                 | -                 | -                 | -                    | -                    | -                    | -                    | -        | -      | -           | -          |
| L. Elmazi      | 1                 | 0                 | 0                 | 0                 | -                    | -                    | -                    | -                    | 1        | 0      | 0           | 0          |
| V. Endemann    | 22                | 7                 | 0                 | 0                 | 3                    | 1                    | 0                    | 0                    | 25       | 8      | 0           | 0          |
| M. Hils        | 7                 | 0                 | 0                 | 0                 | 0                    | 0                    | 0                    | 0                    | 7        | 0      | 0           | 0          |
| S. Johannes    | -                 | -                 | -                 | -                 | -                    | -                    | -                    | -                    | -        | -      | -           | -          |
| E. Laurier     | 18                | 1                 | 0                 | 0                 | 2                    | 0                    | 0                    | 0                    | 20       | 1      | 0           | 0          |
| M. Kämper      | 1                 | -4                | 0                 | 0                 | -                    | -                    | -                    | -                    | 1        | -4     | 0           | 0          |
| J. Klasen      | 21                | 0                 | 5                 | 0                 | 3                    | 0                    | 0                    | 0                    | 24       | 0      | 5           | 0          |
| L. Klostermann | -                 | -                 | -                 | -                 | -                    | -                    | -                    | -                    | -        | -      | -           | -          |
| F.F. Kockmann  | 14                | 1                 | 0                 | 0                 | 1                    | 0                    | 0                    | 0                    | 15       | 1      | 0           | 0          |
| J. Meißner     | 21                | 0                 | 5                 | 0                 | 3                    | 0                    | 0                    | 0                    | 24       | 0      | 5           | 0          |
| K. Nesse       | 5                 | 0                 | 0                 | 0                 | 0                    | 0                    | 0                    | 0                    | 5        | 0      | 0           | 0          |
| L. Ostermeier  | 19                | 0                 | 0                 | 0                 | 3                    | 0                    | 0                    | 0                    | 22       | 0      | 0           | 0          |
| S. Ostermeier  | 22                | 1                 | 1                 | 0                 | 3                    | 0                    | 0                    | 0                    | 25       | 1      | 1           | 0          |
| K. Piljic      | 14                | 0                 | 2                 | 0                 | -                    | -                    | -                    | -                    | 14       | 0      | 2           | 0          |
| L. Pucks       | 1                 | 0                 | 0                 | 0                 | -                    | -                    | -                    | -                    | 1        | 0      | 0           | 0          |
| N. Räcke       | 19                | 1                 | 5                 | 0                 | 3                    | 0                    | 0                    | 0                    | 22       | 1      | 5           | 0          |
| L. Reimöller   | 2                 | 0                 | 0                 | 0                 | 0                    | 0                    | 0                    | 0                    | 2        | 0      | 0           | 0          |
| E. Senß        | 19                | 3                 | 1                 | 1                 | 2                    | 1                    | 0                    | 0                    | 21       | 4      | 1           | 1          |
| K. Sindermann  | 5                 | -12               | 1                 | 0                 | 1                    | -2                   | 0                    | 0                    | 6        | -14    | 1           | 0          |
| B. Sterner     | 22                | 1                 | 1                 | 0                 | 3                    | 0                    | 0                    | 0                    | 25       | 1      | 1           | 0          |
| E. Touon       | 13                | 1                 | 0                 | 0                 | 3                    | 0                    | 0                    | 0                    | 16       | 1      | 0           | 0          |
| C. Wamser      | 20                | 1                 | 4                 | 0                 | 3                    | 0                    | 0                    | 0                    | 23       | 1      | 4           | 0          |
| S. Winkler     | 16                | -25               | 0                 | 0                 | 2                    | 0                    | 0                    | 0                    | 18       | -25    | 0           | 0          |